# Copa Ecuador
A Copa Ecuador, oficialmente conhecida como Copa FEF Ecuador, é uma competição de futebol masculino em formato de eliminatórias entre clubes do Equador, organizada pela Federación Ecuatoriana de Fútbol (FEF). Sua criação foi aprovada em 18 de maio de 2018, considerando que o órgão diretivo deixaria de organizar os campeonatos de primeiro e segundo nível a partir de 2019 e que era necessário expandir o escopo do futebol equatoriano para mais lugares dentro do país e gerar novos recursos econômicos para a FEF e os níveis mais baixos do futebol doméstico, representados pelas associações provinciais.
Os vencedores de cada edição se qualificam para a primeira etapa da Copa Libertadores do ano seguinte e da Supercopa Ecuador contra os campeões da Serie A.

## Campeões

### Por clubes
| Clube                   | Títulos        | Vices    | Semifinais     | Total Finais | Total Semifinais |
| ----------------------- | -------------- | -------- | -------------- | ------------ | ---------------- |
| El Nacional             | 2 (1970, 2024) | 0        | 1 (2022)       | 2            | 3                |
| Independiente del Valle | 1 (2022)       | 1 (2024) | 0              | 2            | 2                |
| LDU Quito               | 1 (2019)       | 0        | 0              | 1            | 1                |
| Barcelona de Guayaquil  | 0              | 1 (1970) | 1 (2019)       | 1            | 2                |
| 9 de Octubre            | 0              | 1 (2022) | 0              | 1            | 1                |
| Delfín                  | 0              | 1 (2019) | 0              | 1            | 1                |
| Mushuc Runa             | 0              | 0        | 2 (2022, 2024) | 0            | 2                |
| Emelec                  | 0              | 0        | 1 (2019)       | 0            | 1                |
| Everest                 | 0              | 0        | 1 (1970)       | 0            | 1                |
| Universidad Católica    | 0              | 0        | 1 (2024)       | 0            | 1                |

### Por província
| Províncias | Títulos | Vices | Semifinais |
| ---------- | ------- | ----- | ---------- |
| Pichincha  | 4       | 1     | 2          |
| Guaias     | 0       | 2     | 3          |
| Manabí     | 0       | 1     | 0          |
| Tungurahua | 0       | 0     | 2          |